# Montigny Communal Cemetery Extension

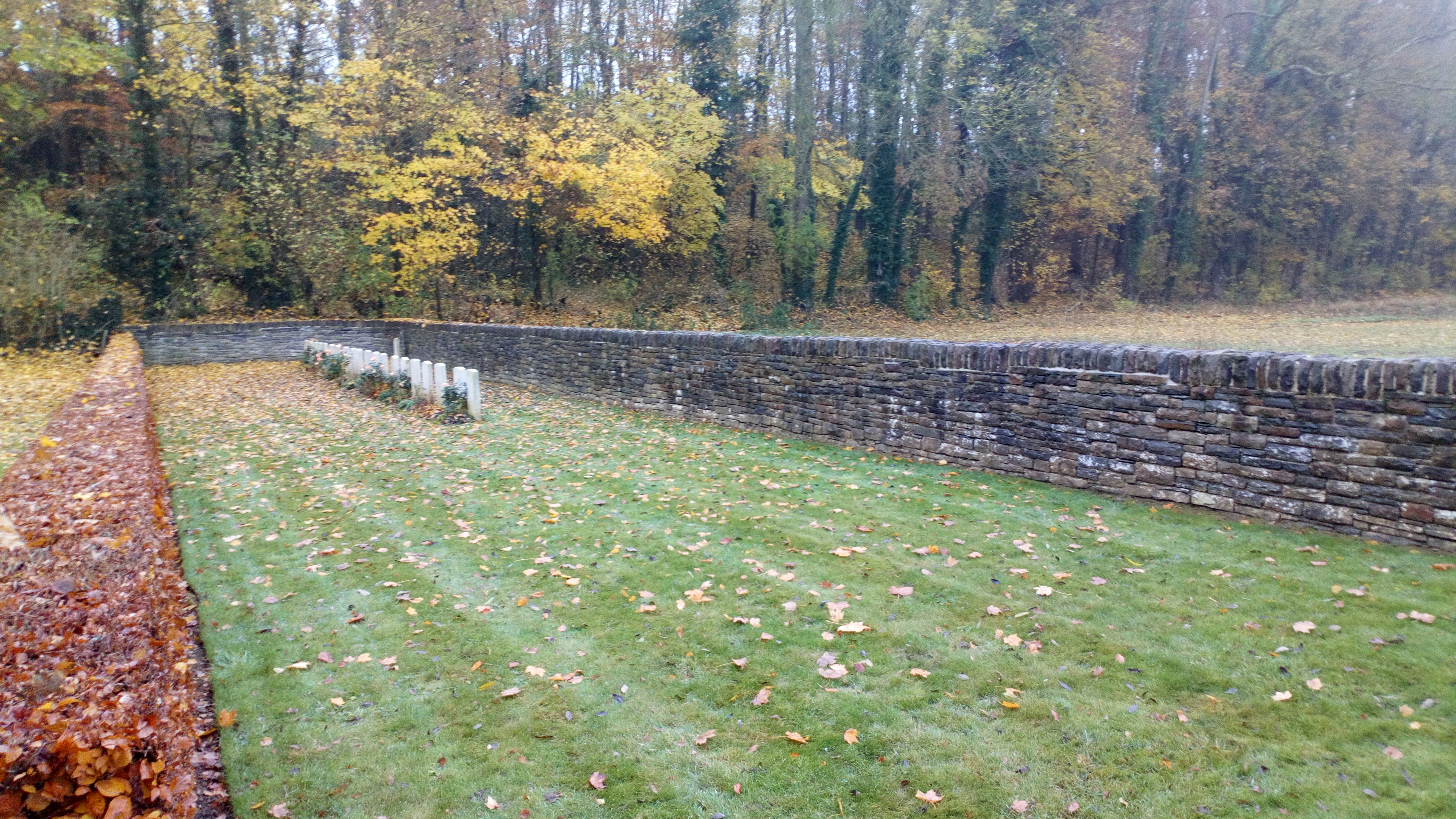
Militaire graven

Montigny Communal Cemetery Extension is een begraafplaats gelegen in de Franse plaats Montigny (Somme). De militaire graven worden onderhouden door de Commonwealth War Graves Commission.
De begraafplaats telt 22 geïdentificeerde graven waarvan 19 Gemenebest graven uit de Eerste Wereldoorlog en 3 overige graven uit de Eerste Wereldoorlog.